# Faouzi Tarkhani
Faouzi Tarkhani, né en 1975 à Sarcelles, dans le Val-d'Oise, est un écrivain, rappeur, essayiste, auteur-compositeur franco-tunisien. Après avoir joué dans Nés quelque part de Malik Chibane, Faouzi publie son premier album solo, Guerrier pour la paix, en avril 1999, suivi d'un second album solo intitulé Brise de conscience, un album contre la violence dont les fonds sont reversés à l'association du même nom.

## Biographie
Faouzi Tarkhani est né en 1975 à Sarcelles, dans le Val-d'Oise. Non voyant à la suite d'un accident quand il avait onze ans,, il vit dans le Grand-Ensemble de Sarcelles depuis sa naissance. Il y épouse Sara,
avec qui il aura trois enfants : une fille en 2007 et deux garçons nés en 2008 et 2010
Faouzi est l'un des quelques artistes hip-hop à échapper à la censure en Algérie. Sa chanson Le noir me met à l'abri atteint la 61e place des classements français. Faouzi publie son premier album solo, Guerrier pour la paix, le 20 avril 1999. L'album contient des sonorités rhythm and blues, funk, hip-hop et rap West Coast.
En 2001, il publie son deuxième album solo, Brise de conscience. L'album, un manifeste musical contre la violence en banlieue, fait participer des chanteurs comme Lââm, Faudel, Shurik'n et Bernard Lavilliers, les humoristes Dieudonné et Gad Elmaleh, le judoka Djamel Bourras, le basketteur Tariq Abdul-Wahad et le footballeur Zinedine Zidane. Les bénéfices réalisés sur la vente de l'album sont intégralement reversés à l'association Brise de conscience, créée pour l'occasion.
Depuis 2015, Faouzi est marié avec la rappeuse Diam's, avec qui il a un garçon prénommé Abraham né la même année et Luqman né en 2017. 
Le 3 novembre 2016, il publie aux éditions Don Quichotte Mal vu : « J’avais été un athée convaincu. Un antireligieux qui avait cassé du curé et du rabbin pour faire de l’esprit, et qui longtemps avait doucement ri des musulmans avec un dédain d’aristocrate pour la populace. Je savais donc que ma pratique d’un Islam authentique plairait au Dieu unique, mais qu’elle déplairait aux hommes, à cette France fille de l’Église, mais surtout mère de l’athéisme. Mon nouvel engagement religieux ne se manifesterait pas que dans mon cœur, mais aussi à travers mes paroles, mes actes, ma manière de m’habiller et de me comporter en société. »
Il sort en 2018 son premier roman, intitulé Une Repentance.
En mai 2019, il publie un roman jeunesse : La Juvénile Force contre Sambo le Terrible.

## Discographie

### Albums studio
- 1999 : Guerrier pour la paix
- 2001 : Brise de conscience

### Singles
- Le noir me met a l'abri
- Dualité
- Le noir me met a l'abri (Instrumental)

## Ouvrages
- Mal vu, témoignage d'un salafiste qui condamne le terrorisme, Don Quichotte, 2016, 208 pages,  (ISBN 978-2-35949-555-3).
- Une Repentance : roman, Afnil, 2018, 288 pages,  (ISBN 978-2956474401).
- La Juvénile Force contre Sambo le Terrible : roman jeunesse, Afnil, 2019, 154 pages,  (ISBN 978-2956474418).